# 矢田助武

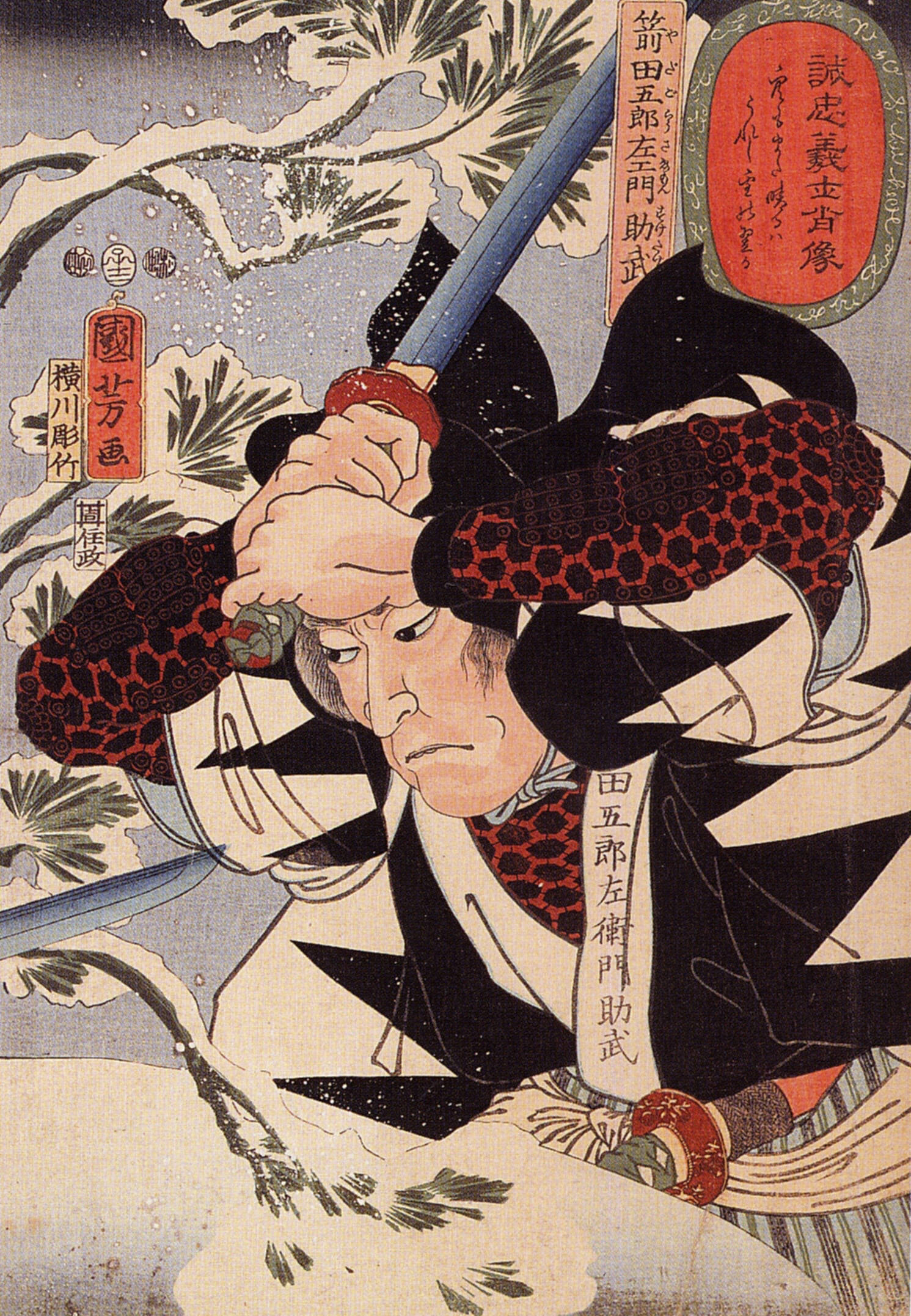
『誠忠義士肖像』（歌川国芳画）

矢田 助武 （やだ すけたけ、延宝3年（1675年） - 元禄16年2月4日（1703年3月20日））は、江戸時代前期の武士。赤穂浪士四十七士の一人。通称は五郎右衛門（ごろうえもん）。

## 生涯
延宝3年（1675年）、赤穂藩浅野氏家臣・矢田利兵衛の子として誕生。母は田中安兵衛の娘。
貞享3年（1686年）に父の死去により家督相続、江戸詰めの藩士となり馬廻役をつとめた（150石）。元禄8年（1695年）には伊丹宇右衛門の娘を娶り、その間に矢田作十郎を儲けた。元禄14年（1701年）3月14日に主君・浅野長矩が吉良義央に刃傷に及んだ際にも江戸にいた。藩邸を召し上げられたため、ここを出て芝浜松町三丁目の借家に移った。江戸急進派の一人として活躍し、討ち入り直前の元禄15年（1702年）11月に本所林町の堀部武庸の借家に移った。
吉良邸討ち入りでは表門隊に属して戦い、武林隆重が吉良義央を斬殺し、一同がその首をあげたあとは、熊本藩主細川綱利の屋敷へ預けられた。元禄16年(1703年)2月4日に細川家家臣竹田平大夫の介錯で切腹した。享年29。戒名は、刃法参劔信士。

## 子孫
息子の作十郎は妻の伯父にあたる旗本・岡部勝重に預けられていたが、赤穂事件の連座吟味のため町奉行保田越前守より呼び出された。作十郎は当時9歳ながら毅然とした態度でこれに臨んだといわれ、周囲に評価された。その後、作十郎は親戚の吉川家の養子に入って吉川藤之丞と改めている。岡部家が長く面倒を見ていたらしいが主家および養家に反抗して出奔、その後の詳細は不明である。なお、娘は事件当時、既に亡くなっている。

## 人物
武辺一点張りの豪傑で短気な性格だった。創作では冨森助右衛門の知人宅に居候の浪人だったとされる。泥酔して橋のたもとで寝ていたら、猿回しのサルが矢田を引っ掻いたので斬って捨てた。文句を言ってきた猿回しの八兵衛にも腹を立て斬り殺す。五郎右衛門は殺した猿回しの長屋に住み着き、お忍びの内匠頭が浪人者と揉め斬り合いになるのを仲裁して、馬廻役に取り立てられる。討ち入りでは火鉢に斬りつけ刀を折ってしまった。